# Aeroporto di Asau
L'aeroporto di Asau è un piccolo aeroporto samoano ubicato nei pressi di Asau, capoluogo del distretto di Vaisigano, sull'isola di Savai'i. La struttura è dotata di una pista di asfalto lunga 561 m, l'altitudine è di 2 m, l'orientamento della pista è RWY 08-26. L'aeroporto è aperto al traffico commerciale dall'alba al tramonto ed è principalmente utilizzato per operare voli charter.

## Caratteristiche
L'aeroporto vede la partenza ed il decollo di un solo volo al giorno. È provvisto di una pista corta ed aspra, il che consente il suo utilizzo solo da parte di aerei piccoli. Non ha luci di pista né una torre di controllo ma, come l'aeroporto di Maota, gode del supporto di quella dell'aeroporto Internazionale di Faleolo.
È stato completamente distrutto da un ciclone nel 1991 e riaperto in seguito.